# Бинарная группа икосаэдра
Бинарная группа икосаэдра 2I или <2,3,5> — это неабелева группа порядка 120.
Группа является расширением группы икосаэдра I или (2,3,5) порядка 60 циклической группой порядка 2 и является прообразом группы икосаэдра при 2:1 накрывающем гомоморфизме
{\displaystyle \operatorname {Spin} (3)\to \operatorname {SO} (3)}
специальной ортогональной группы спинорной группой. Отсюда следует, что бинарная группа икосаэдра является дискретной подгруппой группы Spin(3) порядка 120.
Не следует путать эту группу с полной группой икосаэдра, имеющей тот же порядок 120, но являющейся подгруппой ортогональной группы O(3).
Бинарная группа икосаэдра лучше всего описывается как дискретная подгруппа единичных кватернионов, при изоморфизме {\displaystyle \operatorname {Spin} (3)\cong \operatorname {Sp} (1)}, где Sp(1) является мультипликативной группой единичных кватернионов.

## Элементы
Явным образом бинарная группа икосаэдра задаётся объединением 24 кватернионов Гурвица
{ ±1, ±i, ±j, ±k, ½ (±1 ± i ± j ± k) }
со всеми 96 кватернионами, получаемыми из
½ (0 ± i ± φ−1j ± φk)
путём чётных перестановок координат (все возможные комбинации). Здесь φ = ½ (1 + √5) — золотое сечение.
В сумме получаем 120 элементов (единичных икосианов). Их модуль равен единице, а потому они лежат в группе единиц кватернионов Sp(1). Выпуклая оболочка этих 120 элементов в 4-мерном пространстве образует правильный 4-мерный многогранник, известный как шестисотячейник.

## Свойства

### Центральное расширение
Бинарная группа икосаэдра, обозначаемая 2I, является универсальным совершенным центральным расширением группы икосаэдра и поэтому квазипростой — это совершенное центральное расширение простой группы.
Конкретно, группа вписывается в короткую точную последовательность
{\displaystyle 1\to \{\pm 1\}\to 2I\to I\to 1.}
Последовательность не является расщепляющей, то есть 2I не является полупрямым произведением { ±1 } на I. Фактически не существует подгруппы группы 2I, изоморфной I.
Центром группы 2I является подгруппа { ±1 }, так что группа внутренних автоморфизмов изоморфна I. Полная группа автоморфизмов изоморфна S5 (симметрической группе перестановок 5 букв), точно так же, как {\displaystyle I\cong A_{5}} — любой автоморфизм 2I фиксирует нетривиальный элемент центра ({\displaystyle -1}), а потому сводится к автоморфизму I, и обратно, любой автоморфизм I поднимается к автоморфизму 2I.

### Сверхсовершенство
Бинарная группа икосаэдра является каиновой, то есть она совпадает со своим коммутантом. Фактически 2I является единственной совершенной группой порядка 120. Отсюда следует, что 2I является неразрешимой.
Более того, бинарная группа икосаэдра является сверхсовершенной, что означает, что её две первые группы гомологий нулевые — {\displaystyle H_{1}(2I;\mathbf {Z} )\cong H_{2}(2I;\mathbf {Z} )\cong 0.} Это означает, что её абелианизация тривиальна (группа не имеет нетривиальных абелевых частных) и что её множитель Шура тривиален (группа не имеет нетривиальных совершенных центральных расширений). Фактически бинарная группа икосаэдра является наименьшей (нетривиальной) сверхсовершенной группой.
Бинарная группа икосаэдра, однако, не является ациклической, поскольку Hn(2I,Z) является циклической порядка 120 для n = 4k+3 и тривиальной для других n > 0.

### Изоморфизмы
Бинарная группа икосаэдра является подгруппой Spin(3) и накрывает группу икосаэдра, которая является подгруппой SO(3). Группа икосаэдра изоморфна группе симметрий 4-мерного симплекса, которая является подгруппой SO(4), а бинарная группа икосаэдра изоморфна двойному накрытию её в Spin(4). Заметим, что симметрическая группа {\displaystyle S_{5}} имеет 4-мерное представление (это обычно наименьшее по размерности неприводимое представление полных симметрий {\displaystyle (n-1)}-мерного симплекса), а потому полный набор симметрий 4-мерного симплекса равен {\displaystyle S_{5},} но это не полная группа икосаэдра (это две различные группы порядка 120).
Бинарную группу икосаэдра можно рассматривать как двойное накрытие альтернирующей группы {\displaystyle A_{5},}, {\displaystyle 2\cdot A_{5}\cong 2I}. Этот изоморфизм накрывает изоморфизм группы икосаэдра с альтернирующей группой {\displaystyle A_{5}\cong I} и может рассматриваться как подгруппы Spin(4) и SO(4) (а также подгруппы симметрической группы {\displaystyle S_{5}} и любого из её двойных покрытий {\displaystyle 2\cdot S_{5}^{\pm }}, которые, в свою очередь, являются подгруппами и пин-группы, и ортогональной группы {\displaystyle \operatorname {Pin} ^{\pm }(4)\to \operatorname {O} (4)}).
В отличие от икосаэдральной группы, которая является исключительной в трёхмерном пространстве, эти тетраэдральные и альтернирующие группы (и их двойные покрытия) существуют во всех размерностях.
Можно показать, что икосаэдральная группа изоморфна специальной линейной группе SL(2,5) — группе всех 2×2 матриц над конечным полем F5 с единичным определителем.

### Задание группы
Группа 2I имеет задание
{\displaystyle \langle r,s,t\mid r^{2}=s^{3}=t^{5}=rst\rangle }
что эквивалентно
{\displaystyle \langle s,t\mid (st)^{2}=s^{3}=t^{5}\rangle .}
Генераторы этого соотношения задаются формулой
{\displaystyle s={\tfrac {1}{2}}(1+i+j+k)\qquad t={\tfrac {1}{2}}(\varphi +\varphi ^{-1}i+j).}

### Подгруппы
Единственной нормальной подгруппой группы 2I является центр { ±1 }.
По третьей теореме об изоморфизме существует соответствие Галуа между подгруппами 2I и подгруппами I, где оператором замыкания на подгруппах 2I является умножение на { ±1 }.
Элемент {\displaystyle -1} является единственным элементом порядка 2, а потому содержится во всех подгруппах чётного порядка — любая подгруппа группы 2I либо имеет нечётный порядок, либо является прообразом подгруппы группы I.
Кроме циклических групп, образованных различными элементами (которые могут иметь нечётный порядок), другими подгруппами группы 2I (с точностью до сопряжения) могут быть только:
- Бинарные диэдральные группы[англ.] порядков 12 и 20 (покрывающие диэдральные группы D3 и D5 в I).
- Группа кватернионов, состоящая из 8 единиц Липшица, образует подгруппу с индексом 15, которая также является дициклической группой Dic2. Эта подгруппа покрывает стабилизатор ребра.
- 24 кватерниона Гурвица образуют подгруппу с индексом 5, бинарную группа тетраэдра. Эта подгруппа накрывает хиральную тетраэдральную группу. Последняя является самонормализованной, так что её класс сопряжённости имеет 5 элементов (это даёт отображение {\displaystyle 2I\to S_{5}}, образ которого — {\displaystyle A_{5}}).

## Связь с 4-мерными группами симметрии
4-мерным аналогом группы симметрии икосаэдра Ih служит симметрическая группа шестисотячейника (а также двойственного ему стодвадцатиячейника). Первая является группой типа H3, а вторая — группой типа H4 с тем же обозначением [3,3,5]. Её подгруппа вращений, в нотации Коксетера [3,3,5]+, является группой порядка 7200, живущей в SO(4). SO(4) имеет дважды накрывающую группу (Spin(4)) точно таким же образом, как Spin(3) является накрывающей группой SO(3). Подобно изоморфизму Spin(3) = Sp(1) группа Spin(4) изоморфна Sp(1) × Sp(1).
Прообраз [3,3,5]+ в Spin(4) (четырёхмерный аналог 2I) — это в точности прямое произведение 2I × 2I порядка 14400.
Группа вращений шестисотячейника — это
[3,3,5]+ = (2I × 2I) / { ±1 }.
Различные другие четырёхмерные симметрические группы можно образовать из 2I. См. подробности у Конвея и Смита Conway.

## Приложения
Пространство смежных классов Spin(3) / 2I = S3 / 2I является сферическим 3-многообразием, называемое сферой Пуанкаре. Это пример гомологической сферы, то есть 3-многообразие, группы гомологий которой равны таким же группам 3-сферы. Фундаментальная группа сферы Пуанкаре изоморфна бинарной группе икосаэдра, так как сфера Пуанкаре является факторгруппой 3-сферы по бинарной группе икосаэдра.